# Zhu Qianwei
Zhu Qianwei (Shanghai, 28 september 1990) is een Chinese zwemster die haar vaderland vertegenwoordigde op de Olympische Zomerspelen 2008 in Peking en op de Olympische Zomerspelen 2012 in Londen.

## Carrière
Zhu maakte haar internationale debuut op de wereldkampioenschappen kortebaanzwemmen 2008 in Manchester. Op de 200 meter vrije slag eindigde ze als zevende en op de 400 meter vrije slag strandde ze in de series. Op de 4x200 meter vrije slag eindigde ze samen met Ha Sinan, Liu Jing en Mi Mengjiao als vijfde, op de 4x100 meter vrije slag bereikte ze samen met Wang Dan, Mi Mengjiao en Zhu Wenrui de zesde plaats. Tijdens de Olympische Zomerspelen van 2008 strandde de Chinese in de series van de 200 meter vrije slag, daarnaast was ze lid van de Chinese ploeg die het zilver veroverde op de 4x200 meter vrije slag, Yang Yu, Tan Miao en Pang Jiaying waren haar ploeggenotes.
Op de wereldkampioenschappen zwemmen 2009 in Rome sleepte Zhu samen met Yang Yu, Liu Jing en Pang Jiaying de wereldtitel in de wacht op de 4x200 meter vrije slag, op de 4x100 meter vrije slag eindigde ze samen met Li Zhesi, Tang Yi en Pang Jiaying op de zesde plaats.
In Guangzhou nam de Chinese deel aan de Aziatische Spelen 2010. Op dit toernooi veroverde ze de gouden medaille op de 200 meter vrije slag. Samen met Li Zhesi, Wang Shijia en Tang Yi legde ze, op de 4x100 meter vrije slag, beslag op de gouden medaille, op de 4x200 meter vrije slag sleepte ze samen met Liu Jing, Wang Shijia en Tang Yi de gouden medaille in wacht. Tijdens de wereldkampioenschappen kortebaanzwemmen 2010 in Dubai strandde ze in de series van de 200 meter vrije slag. Samen met Chen Qian, Tang Yi en Liu Jing veroverde ze de wereldtitel op de 4x200 meter vrije slag, op de 4x100 meter vrije slag behaalde ze samen met Tang Yi, Pang Jiaying en Li Zhesi de bronzen medaille.
Op de wereldkampioenschappen zwemmen 2011 in Shanghai werd Zhu uitgeschakeld in de series van zowel de 50 als de 200 meter vrije slag. Samen met Chen Qian, Liu Jing en Pang Jiaying zwom ze in de series van de 4x200 meter vrije slag, in de finale legden Chen, Pang en Liu samen met Tang Yi beslag op de bronzen medaille. Voor haar aandeel in de series ontving Zhu de bronzen medaille.
In Londen nam de Chinese deel aan de Olympische Zomerspelen van 2012. Op dit toernooi strandde ze in de series van de 50 meter vrije slag. Op de 4x200 meter vrije slag zwom ze samen met Liu Jing, Chen Qian en Pang Jiaying in de series, in de finale eindigde Liu samen met Wang Shijia, Ye Shiwen en Tang Yi op de zesde plaats.

## Internationale toernooien
| Jaar | Olympische Spelen                                                | WK langebaan                                                                            | WK kortebaan                                                                     | PanPacs       | Aziatische Spelen                                       |
| ---- | ---------------------------------------------------------------- | --------------------------------------------------------------------------------------- | -------------------------------------------------------------------------------- | ------------- | ------------------------------------------------------- |
| 2008 | 19e 200m vrije slag · 4x200m vrije slag                          |                                                                                         | 7e 200m vrije slag 11e 400m vrije slag 6e 4x100m vrije slag 5e 4x200m vrije slag |               |                                                         |
| 2009 |                                                                  | 6e 4x100m vrije slag · 4x200m vrije slag                                                |                                                                                  |               |                                                         |
| 2010 |                                                                  |                                                                                         | 15e 200m vrije slag · 4x100m vrije slag · 4x200m vrije slag                      | geen deelname | 200m vrije slag · 4x100m vrije slag · 4x200m vrije slag |
| 2011 |                                                                  | 21e 50m vrije slag · 20e 200m vrije slag · 4x200m vrije slag · Zhu zwom enkel de series |                                                                                  |               |                                                         |
| 2012 | 24e 50m vrije slag 6e 4x200m vrije slag Zhu zwom enkel de series |                                                                                         | geen deelname                                                                    |               |                                                         |

## Persoonlijke records
Bijgewerkt tot en met 3 augustus 2012
Kortebaan
| Afstand         | Tijd    | Datum            | Plaats |
| --------------- | ------- | ---------------- | ------ |
| 50m vrije slag  | 25,68   | 21 februari 2009 | Tokio  |
| 100m vrije slag | 53,44   | 22 februari 2009 | Tokio  |
| 200m vrije slag | 1.54,32 | 12 oktober 2010  | Peking |
| 400m vrije slag | 4.03,14 | 13 oktober 2010  | Peking |

Langebaan
| Afstand         | Tijd    | Datum            | Plaats    |
| --------------- | ------- | ---------------- | --------- |
| 50m vrije slag  | 25,54   | 3 augustus 2012  | Londen    |
| 100m vrije slag | 54,56   | 1 april 2009     | Shaoxing  |
| 200m vrije slag | 1.56,65 | 13 november 2010 | Guangzhou |